# Nordex

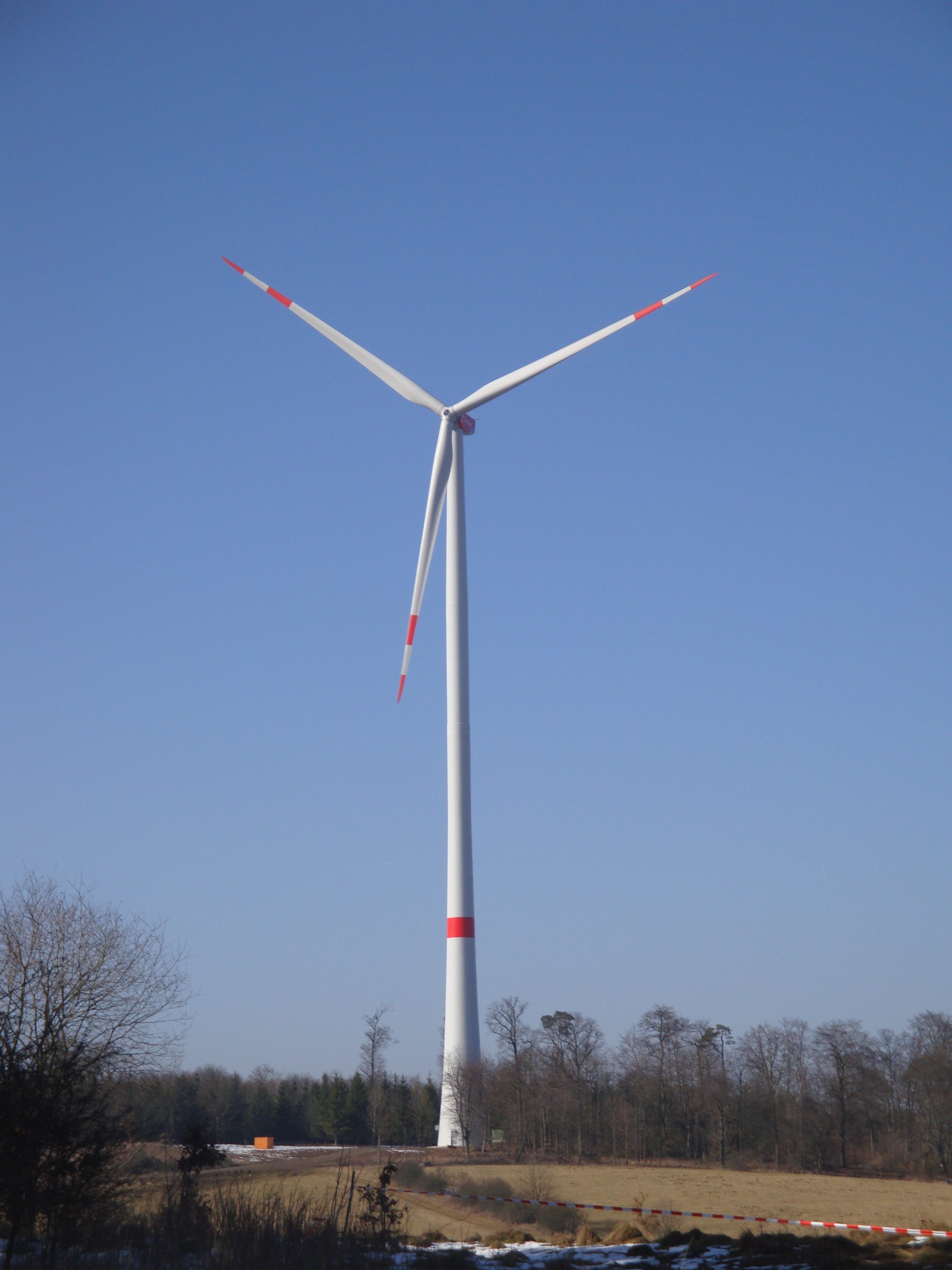
Nordex N117

Nordex este o companie germană fondată în 1985 care produce centrale eoliene. În 1995, a instalat primul sistem eolian de un megawatt din lume, iar în 2000 - cea mai puternică serie de centrale eoliene din lume, N80/2500 KW.
În prezent (august 2008), mai mult de 3.300 turbine Nordex, cu o capacitate totală de 4.000 de megawați, sunt instalate în 34 de țări.
Compania are subsidiare în 18 state ale lumii.
Nordex a avut în anul 2010 venituri de peste un miliard de euro și are 2.500 de angajați.

## Ultimul model
Nordex a prezentat in August 2019 o nouă variantă a turbinelor sale de serie Delta4000 5.X cu un rotor mai mare de 163 de metri.
Unitatea N163 / 5.X va fi amplasată pe un situri cu viteză mai mică a vântului și va aduce dimensiunea rotorului de la modelul N149 / 5.X de 149 de metri.
Lama de o singură bucată de 80 de metri se bazează pe conceptul de fibră de sticlă / fibră de carbon utilizat de turbinele N149, a declarat compania.
Unitatea de 163 de metri poate acoperi o suprafață de 20.867 de metri pătrați și poate produce cu până la 20% mai multă putere decât N149.
Vor fi oferite înălțimi de turn cuprinse între 118 metri și 164 de metri, precum și o versiune pentru climă rece.
Se preconizează că producția seriei va începe în 2021. Toate componentele principale, inclusiv nacela și cutia de viteze, sunt la fel ca N149.
Nordex a insarcinat TUV SUD să efectueze certificarea pentru N149 / 5.X și N163 / 5.X.
Certificarea este recunoscută la nivel internațional pentru stabilirea turbinelor eoliene conforme cu standardele globale.